# Кітті Прайд
Кі́тті Прайд (англ. Kitty Pryde) — персонаж коміксів американського видавництва Marvel Comics. Спочатку мала ім'я Ельф (англ. Sprite) і Аріель (англ. Ariel), потім отримала ім'я Примарна кішка (англ. Shadowcat). Як персонаж вперше з'явилася в Uncanny X-Men #129 (січень 1980) і була створена Джоном Бірном і Крісом Клермонтом. Акторка Еллен Пейдж зіграла Кітті Прайд в «Люди Ікс: Остання битва» і «Люди Ікс: Дні минулого майбутнього».

## Історія
Кітті Прайд жила як звичайна дівчинка до 13 років. Тоді у неї почали з'являтися жахливі головні болі, що призвели до появи її мутантських здібностей. В результаті Кітті зацікавилися Люди-Ікс в особі Чарльза Ксав'є і Клубу Пекельного Полум'я в особі Емми Фрост. Спочатку перемога була на боці Клубу, оскільки вони захопили Людей-Ікс в полон. Але на той час Кітті вже звикла до Людей-Ікс, особливо до Грози. Незабаром вона врятувала Людей-Ікс за допомогою своїх здібностей. Після цього Кітті стала цінним членом команди з псевдонімом Аріель. Найкращими подругами Кітті стали Гроза та Магіка, найкращим другом — Росомаха, а хлопцем — Колосс. Будучи в Японії, Кітті потрапила під ментальний вплив Огуні, колишнього вчителя Росомахи, і тоді Логан став навчати Кітті східних єдиноборств, щоб вона могла протистояти Огуні. Після навчання вона взяла останній псевдонім — Примарна Кішка.
Під час Різанини Морлоків Кітті прийшла до Морлоку на допомогу, і один з Морлоків, Гарпуліка, поранив її. Після цього Кітті довгий час не могла залишатися у твердому стані, і лише спільними зусиллями Доктора Дума і Містера Фантастика її вдалося вилікувати. Незабаром після цього Кітті утворила британську команду «Екскалібур», і з одним з її членів, колишнім шпигуном Пітом Вісдомом, у Кітті були стосунки, що дуже засмутило Колосса, який про це дізнався. Незабаром Колосс змирився з вибором Кітті й також вступив до лав «Екскалібура». Однак Кітті припинила відносини та з Пітом. Виконуючи одну з місій Щ.И.Т.А., вона зустріла іншу людину, про яку нічого, крім цього роману, невідомо. Незабаром він загинув, але Кітті все одно розлучилася з Вісдомом і повернулася до Людей-Ікс, взявши з собою Нічного змія і Колосса. Опинившись на одній місії в Сеулі, вона з Грозою зустріли Гамбіта, якого вважали мертвим після випробування з льодом, і дівчата вмовили його повернутися в команду.
Після смерті Колосса, який пожертвував собою заради порятунку інших мутантів від Вірусу Спадщини, Кітті поховала тіло Петра на його батьківщині в Прибайкальському краї, а потім залишила Людей-Ікс, щоб почати нормальне життя, що їй було дуже тяжким рішенням для неї. Незабаром вона знову повернулася в команду. У серії Astonishing X-Men Колосс ожив і повернувся до Людей-Ікс. У сюжеті про планету Крахум Кітті пожертвувала собою заради порятунку Землі.
Пізніше Магнето витягнув її з космічної кулі, але Кітті втратила здатність відновлювати щільність тіла і говорити. Після цього вона перебувала в спеціальній кімнаті на Утопії, але іноді разом з Людьми-Ікс виконувала місії завдяки скафандру, після чого з'ясувала, що Емма Фрост планує помститися Себастьяну Шоу, для чого вирушила з нею на його пошуки, щоб потім переконати її відмовитися від помсти. Незабаром їй допомогли повернути голос і контроль над невразливістю. Коли Кітті зіткнулася з Людьми-Ікс з минулого, то стала їхнім лідером і професором коледжу.

## Альтернативні версії

### Marvel Zombies[en]
Люди-Ікс були атаковані зомбі Альфа Польоту. Після цієї події вона бачила людей, заражених чумою, але зуміла впоратися з нею, втекла з Колоссом і своїм сином Пітером. Пізніше Колосс пропав безвісти. 

### Ultimate[en]
Вперше здібності Кітті проявилися в 13 років, тоді вона кілька разів провалилася крізь ліжко й один раз провалилася в підземелля. Тоді її мати Тереза зателефонувала Чарльзу Ксав'є в надії, що він навчить її контролювати свій творчий хист. Тереза наполягала, щоб Кітті не брала участі в місіях Людей-Ікс, але Кітті, взявши собі псевдонім Примарна Кішка, проникла в літак Людей-Ікс і відправилася з ними на місію на Дику Землю. Там вона врятувала їм життя, пройшовши через комп'ютер, який погрожував мутантам. Повернувшись додому, мутанти були звинувачені у співпраці з Магнето, і Кітті довелося ховатися разом з ними. Деякий час Кітті зустрічалася з Боббі Дрейком, але їхні стосунки зайшли в глухий кут, тому що Боббі все ще кохав свою колишню дівчину Шельму. Кітті завжди була прихильницею Людини-Павука і під час однієї місії дівчині вдалося познайомитися з Пітером і розкрити його таємницю. Залишившись на самоті, Кітті вирішила запросити Пітера на побачення. Незабаром вони почали зустрічатися і разом боротися зі злом. Про те, що Кітті й Пітер зустрічаються, повідомили у всіх газетах, і це сильно ускладнило їхні стосунки. Незабаром Пітер зрозумів, що все ще любить Мері Джейн. Але, повернувшись до Мері, він не сказав їй про розрив відносин, що й викликало між ними конфлікт. У житті Кітті почався поганий період, до того ж після «смерті» Професора Ксав'є дівчина переїхала до мами. Потім Кітті перейшла до тієї ж школи, де вчиться Мері та Пітер, що ще більше ускладнило їхні відносини. Але, коли Пітер і Мері Джейн остаточно возз'єдналися, Кітті зненавиділа їх обох. Під час подій Ультиматуму дівчина шукала Пітера, так само, як Жінка-Павук, з якою вона зустрілася. Але Кітті знайшла лише його рвану маску і подумала, що Паркер загинув. Пізніше, коли Люди-Ікс готувалися до місії на Цитадель Магнето, Росомаха віддав Кітті шкатулку з його прощанням для сина. Через деякий час після загибелі Росомахи Кітті дала шкатулку Джиммі Хадсону, який і був сином Логана. 
Після подій Ультиматуму пройшло шість місяців. В цей час мутанти та незвичайні здібності були визнані незаконними через події під час Ультиматуму. Одного разу федеральні агенти збиралися схопити Кітті, але завдяки Кенні МакФарлайну дівчина втекла разом з ним. Кітті повертається на день народження Пітера.
Після загибелі Пітера Людина-факел і Людина-крига ховаються в підземному житлі Кітті. В цей момент з'являється у Кітті нове прізвисько як героїні (Капюшон). Вона разом з Боббі й Джонні знаходять Шельму і Джиммі Хадсона. Коли Кітті вирішує дати відсіч вартовим, разом з нею відправляються Джиммі, Боббі й Роуг, крім Людини-Факела, який залишився з юними мутантами. Під час поїздки група мутантів об'єднується з Ніком Ф'юрі, який допомагав кинутим мутантам. Разом з Ф'юрі Кітті організовує Опозицію Мутантів і воюють з роботами-вартовими, якими керував Вільям Стайкер. Після того як мутанти були причетні до порятунку Америки, то новий президент Капітан Америка, запропонував їм два варіанти: землю для мутантів і ліки проти їхніх здібностей. Крім групи Кітті, тисячі мутантів прийняли пропозицію про ліки. Кітті на чолі двадцятьох мутантів привезли на колишній полігон пустелі Південного Заходу Юти, де вони мають намір створити країну для їхньої раси.

## Сили та здібності
Головні сили Кітті — це проходити крізь живі й неживі предмети, просовуючи атоми свого тіла через щілини між атомами предмета. Пізніше вона навчилася ущільнювати атоми предмета (прибирати проміжки між ними) — у такий спосіб Кітті може ходити по повітрю, як по сходах. Коли вона використовує свої здібності, то занурюється в особливий стан фазування і стає невразлива до фізичних і енергетичних атак, але вразлива до магії та псіоніки. Також вона може без зусиль деактивувати будь-яку електроніку, проходячи крізь неї й викликаючи коротке замикання. Щоправда, це не дуже ефективно проти ворогів, які можуть перекомутувати свої електронні системи (Залізна людина, Віжн, Кейбл, Кімната страху і т.д.) і знову вступити в бій. Згодом Кітті привчила себе фазуванню, навіть не проходячи через об'єкт, але варто враховувати, що вона може залишатися в об'єкті настільки, наскільки може затримати дихання. Перебуваючи в просторі великого об'єкта (під землею, в товстих стінах і т.п.), Кітті може швидко пересуватися, буквально «плаваючи» в його просторі. Ще Кітті непогано володіє східними єдиноборствами та холодною зброєю.

## Кітті Прайд на інших носіях

### Телебачення
- Кітті Прайд з'явилася в одному з епізодів серіалу «Людина-павук і його дивовижні друзі» разом з Людьми-Ікс. Її озвучила Саллі Джуліан.
- Кітті Прайд з'явилася в пілотної серії «Відважні Люди Ікс» як новий член команди. Її озвучила Кет Саус.
- У мультсеріалі «Люди Ікс: Еволюція» Кітті є головною героїнею, яка показана як підліток з команди й романтичний інтерес одного члена з Братства, Ленса Альвареса. Вона також є близьким другом стрибунця (попри те, що вона спочатку неприязно ставиться до його зовнішності), проте в сюжетній лінії між нею і Колоссом немає романтичних відносин. Також в цьому мультсеріалі у неї немає дракончика Локхіда, але показується, що вона спить з м'якою іграшкою, схожою на цього дракончика. Кітті була озвучена Меггі Блу О'Харою.

- Кітті з'являлася в мультсеріалі «Росомаха і Люди-Ікс» як студентка Інституту до його руйнування і зникнення Чарльза і Джин. Коли Росомаха вирішив знову зібрати команду, Кітті була на шляху до «мутантського раю» Дженоше. Коли Росомаха прилетів за нею, вона відразу ж погодилася. Кітті — наймолодший учасник команди. У цьому мультфільмі Кітті трохи цинічна і часто говорить про все з неприкритим сарказмом, проте дуже доброзичлива. Її озвучила Даніель Джубофітс.

### Фільми
Кітті Прайд з'являється у фільмах серії «Люди Ікс»:
- У фільмі «Люди Ікс» Кітті з'являється на уроці професора Ксав'єра, коли Росомаха приходить на урок. Після того вона забуває свою сумку і повертається за нею, а після йде, пройшовши крізь двері.
- В «Люди Ікс 2» Кітті, рятуючись від агентів Страйкера, провалюється крізь ліжко. Також, коли мутанти в кінці фільму приходять до президента, Професор Ікс каже, що у нього є знайома дівчинка, яка вміє проходити крізь стіни. Роль виконала Кеті Стюарт.
- У кінокартині «Люди Ікс: Остання битва» Кітті отримує набагато більше екранного часу. Тут вона починає близько спілкуватися з Айсбергом, втім, по-дружньому. Вона бере участь в битві на Алькатрасі та рятує Джиммі від Джаггернаута. Зіграла цю роль Еллен Пейдж.
- Кітті Прайд знову з'являється в кінофільмі Люди Ікс: Дні минулого майбутнього[2][3], де стає одним з ключових персонажів.[4] Кітті вже має здатність відправляти свідомість людини в минуле[5] і, таким чином, відправляє Логана в минуле, щоб запобігти винищуванню мутантів роботами Траска. Її роль знову виконує Еллен Пейдж.

## Критика та відгуки
У травні 2011 року Кітті Прайд зайняла 47 місце в списку 100 кращих героїв коміксів за версією IGN.